# California Snow
«California Snow» (рус. Калифорнийский снег) — песня американской рок-группы Weezer, выпущенная в 20 сентября 2018 года в качестве сингла для фильма «Заклинание» 2018 года. Песня также появилась на их одноимённом альбоме 2019 года (он же Чёрный альбом).

## Композиция
«California Snow» начинается с клавишного звучания в стиле 1980-х, которое позже всё больше трансформируется в саншайн-поп-звучание. Spin описал его как «странное сочетание странных и меланхоличных лирических и аккордовых смещений с пустыми атрибутами современной поп-музыки».

## Критический приём
Эндрю Захер из the BrooklynVegan критически отозвался о песне, заявив: «„California Snow“ пытается быть рэпом самым неловким образом, в комплекте с такими текстами, как „this is the definition of flow“ и „nobody cold as this“. Слушать его (Риверса Куомо) рэп — это как музыкальный эквивалент выхода в „ужинаю со старшим родственником и молча наблюдаю, как они весь вечер пристают к официанту“. Это как „Я люблю тебя, но, пожалуйста, остановись“». Песня получила аналогичный отклик от Кары Боуэн из The Itachan, где она высказала мнение, что «стилистически плоская подача вокала и сильная басовая линия создают впечатление, что „California Snow“ улучшается после своего неудобного начала. Но на полпути неожиданные фортепианные аккорды и еще одна попытка почти рэпа берут верх, что приводит к неловкому финалу». Однако Девон Ханнан из Alternative Press заявил, что песня «идеально подходит для поклонников последнего поп-направления Weezer».

## Список композиций
Слова и музыка всех песен — Риверс Куомо.
| №  | Название                                            | Длительность |
| -- | --------------------------------------------------- | ------------ |
| 1. | «California Snow (From the Motion Picture "Spell")» | 3:32         |

## Участники записи
Weezer
- Риверс Куомо — вокал, соло-гитара, клавишные
- Брайан Белл — бэк-вокал, ритм-гитара, клавишные
- Скотт Шрайнер — бэк-вокал, бас-гитара, клавишные
- Патрик Уилсон — барабаны